# Bruno F. Apitz

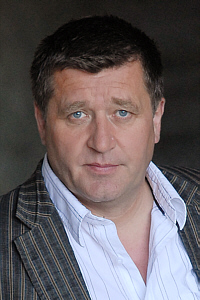
Bruno F. Apitz (2010)

Bruno Frank Apitz (* 1957 in Dresden) ist ein deutscher Schauspieler und Maler.

## Leben und Wirken
Apitz studierte von 1978 bis 1982 an der Theaterhochschule „Hans Otto“ Leipzig Schauspiel und schloss das Studium mit dem Diplom ab. Es folgten Theaterengagements unter anderem am Neuen Theater Halle, am Mecklenburgischen Staatstheater Schwerin und am Schauspiel Leipzig. Er arbeitete mit Regisseuren wie Wolfgang Engel, Peter Sodann und Ursula Karusseit. Apitz spielte am Theater unter anderem den Bassow in Maxim Gorkis Sommergäste, Claudius in Shakespeares Hamlet und den Mephisto in Goethes Urfaust. Er lehrte als Gastdozent im Fach Schauspiel an der Hochschule für Musik und Theater „Felix Mendelssohn Bartholdy“ Leipzig und bereitet als Schauspielcoach angehende Schauspieler auf ihre Rollen vor.
Seit 2002 arbeitet Apitz als freier Schauspieler und Sprecher vorrangig für Film- und Fernsehproduktionen. Er spielte bislang in über 110 Filmen. Apitz ist Mitglied der Deutschen Filmakademie. Ab 2010 drehte er für die ZDF-Serie Notruf Hafenkante, in der er den Hauptkommissar Hans Moor verkörperte. Er löste mit der im Februar 2011 erstmals gesendeten Folge Der Soldat seinen Vorgänger Uwe Fellensiek ab. Nach rund zehn Jahren stieg er in der 15. Staffel mit der Folge Am Ende ein Anfang im Januar 2021 aus der Serie aus.
Apitz ist mit der Schauspielagentin und Schauspielerin Diana Apitz verheiratet.

## Filmografie (Auswahl)
- 1987: Polizeiruf 110: Explosion (Fernsehreihe)
- 1999: Hinter Gittern – Der Frauenknast (Falsche Diagnose)
- 2002: Vollweib sucht Halbtagsmann
- 2003: SOKO Leipzig – Crash (Fernsehserie, S03/E14)
- 2004: Tatort: Schichtwechsel (Fernsehreihe)
- 2004: Alphateam – Die Lebensretter im OP (S09/E04)
- 2004: Löwenzahn – Peter rettet die Straßenbahn (Fernsehserie, S24/E08)
- 2005: Ein starkes Team: Lebende Ziele (Fernsehfilm)
- 2005: Die Rettungsflieger – Sternzeichen (Fernsehserie, S09/E07)
- 2005: SOKO Wismar (Folge Die Möwe brennt)
- 2005–2006: 4 gegen Z (Fernsehserie, Nebenrolle als Lübecker Bürgermeister)
- 2006–2008: Der Landarzt
- 2006: Der See der Träume
- 2006: Die Frau des Heimkehrers
- 2006: Tierärztin Dr. Mertens (Fernsehserie, Folge Alarm im Zoo)
- 2007: Wilsberg: Die Wiedertäufer (Fernsehserie)
- 2007: GSG 9 – Ihr Einsatz ist ihr Leben – Außer Kontrolle (Fernsehserie, S01/E10)
- 2007: SOKO Leipzig – Grauzone (Fernsehserie, S08/E14)
- 2007: Der fremde Gast
- 2007: Der Zauber des Regenbogens
- 2008: Eschede Zug 884, Regie: Raymond Ley: Dokumentarfilm mit Spielszenen
- 2008: 1:0 für das Glück
- 2008: Tatort: Das schwarze Grab
- 2008: Inga Lindström: Rasmus und Johanna
- 2009: Mörder kennen keine Grenzen
- 2009: Tatort: Oben und unten
- 2009: Wir sind das Volk – Liebe kennt keine Grenzen
- 2009: Tango im Schnee
- 2009: SOKO Stuttgart – Tödliche Falle
- 2009: Schloss Einstein (Fernsehserie, Folge 557)
- 2009: Liebe Mauer
- 2010: Jerry Cotton
- 2010: Der Alte – Folge 346: Muttertag
- 2010: Trau niemals Deinem Chef
- 2010: Die Rosenheim-Cops – Bei Einbruch: Mord
- 2010: Tatort: Tod auf dem Rhein
- 2010: Tatort: Absturz
- 2011: Toni Costa – Kommissar auf Ibiza: Der rote Regen
- 2011–2021: Notruf Hafenkante
- 2012: Akte Ex – Schweinkram
- 2012: Willkommen in Kölleda
- 2012: Toni Costa – Kommissar auf Ibiza: Küchenkunst
- 2018: Tatort: Déjà-vu
- 2018: Werk ohne Autor
- 2020: Letzte Spur Berlin (Fernsehserie, Folge Nächstenliebe)
- 2020: SOKO Stuttgart – Abstiegskampf
- 2021: Krauses Zukunft
- 2021: SOKO Wismar – Die Ordnung der Dinge
- 2021: SOKO Hamburg – Das letzte Spiel
- 2022: Bettys Diagnose – Unerwartet
- 2022: Jenseits der Spree – Toxisch
- 2023: Kreuzfahrt ins Glück – Hochzeitsreise nach Ligurien
- seit 2023: Dr. Nice (Fernsehreihe)
- 2024: SOKO Stuttgart – 1988
- 2024: Morden im Norden – Alte Schuld
- 2024: In aller Freundschaft – Dazugehören

## Dokumentarfilm
- 2009: Terra X – Der Playboy auf dem Sachsenthron